# Парини (Трапани)
Парини је насеље у Италији у округу Трапани, региону Сицилија.
Према процени из 2011. у насељу је живело 160 становника. Насеље се налази на надморској висини од 13 м.